# 속아도 꿈결
《속아도 꿈결》은 2021년 3월 29일부터 2021년 10월 1일까지 방송된 KBS 1TV 일일 드라마이었다.

## 기획 의도
다른 문화의 두 집안이 부모의 황혼 재혼으로 만나 하나의 가족이 되어가는 이야기를 그린 드라마.

## 방송 시간
| 방송 채널 | 방송 기간                         | 회수 | 방송 시간          | 방송 분량 |
| KBS 1TV   | 2021년 3월 29일 ~ 2021년 10월 1일 | 120  | 평일 저녁 8시 30분 | 30        |

## 제작진

### 극본
- 여명재

### 연출
- 김정규

## 등장 인물

### 종화네
- 최정우(금종화, 71세): 3형제의 아버지, 인테리어 가게 '금종합인테리어' 운영, 모란의 후남편
- 류진(금상백, 47세): 종화의 장남, 전업주부. 헌의 장인. 석과 유영의 사돈. 민아와 인서의 아버지.
- 박탐희(인영혜, 45세): (아역: 한성연) 상백의 아내, 스마일 튼튼 정형외과 물리치료사. 민아와 인서의 어머니. 종화의 맏며느리. 헌의 장모. 석과 유영의 사돈. 유영의 친구.
- 임형준(금상구, 45세): (아역: 미상)종화의 차남, 방송국 PD, 인혁의 아버지.
- 윤해영(오민희, 48세): 상구의 처, 배우. 종화의 둘째며느리, 인혁의 어머니. 진혁 드라마 동료.
- 이태구(금상민, 33세): 종화의 삼남, 미술작가 지망생. 아랑출판사 만화 채색작가. 민아와 인서, 인혁의 삼촌.
- 김인이(금민아, 20세): 상백 & 영혜의 딸, 헌의 아내. 인서의 이란성 쌍둥이 누나. 석하고 유영의 며느리. 종화와 모란의 친손녀.
- 옥진욱(금인서, 20세): 상백 & 영혜의 아들, 민아의 이란성 쌍둥이 동생. 종화와 모란의 친손자. 재수생. 헌의 처남.

### 모란네
- 박준금(강모란, 65세): 종화의 후처, 그루&다발의 어머니, 솔의 외할머니, 미용사로 모란헤어 운영, 죽은 병현의 장모, 죽은 중원의 전처
- 왕지혜(한그루, 36세): 모란의 장녀, 아랑출판사 편집장, 죽은 병현의 처형
- 함은정(한다발, 34세): 모란의 차녀, 미망인(죽은 병현의 아내), 유도관 사범
- 주아름(민가은, 26세): 다발의 시누이, 죽은 병현의 여동생, 아랑출판사 디자인팀 막내
- 이고은(민솔, 8세): 다발과 죽은 병현의 외동딸, 모란과 죽은 중원의 외손녀.

### 이웃들
- 박재정(최지완, 41세): 아랑출판사 대표, 이혼남, 윤아의 전 남편
- 서우승(최이재, 8세): 지완의 외동아들 윤아의 아들
- 주종혁(현시운, 36세): 북마케터
- 양소민(기유영, 45세): (아역: 김예별), 재활의학과 의사, 석의 전 아내(이혼녀), 과거 영혜의 친구, 민아의 시어머니. 상백과 영혜의 사돈, 단의 할머니.
- 신복숙(기유영 어머니역, 65세): 기유영의 친어머니.
- 조한결(임헌, 20세): 석과 유영의 외동아들, 민아의 남편, 인서와 인혁의 매형, 상백과 영혜의 사위, 종화와 모란의 손주사위.
- 유장영(이제문, 40세): 아랑출판사 디자인팀 팀장

### 그 외 인물
- 박정언(산부인과 전문의): 분만실 갓난 아기 받는 여의사
- 하지영(김지연): 물리치료사, 영혜의 동료
- 옥주리(정형외과 환자): 1회 출연
- 송훈(박우진): 방송국 PD, 상구와, 정욱의 방송국 후배
- 이달형(영복): 종화의 친한 동생이자 과거 동업자
- 서아성(원석): 가은의 전 남자친구
- 유태웅(임석): 유영의 전 남편(이혼남), 헌의 아버지. 민아의 시아버지. 상백과 영혜의 사돈, 단의 할아버지.
- 성현미: 오민희 사인회에서 떡을 받아간 사람(27회 출연)
- 김누리(정수진): 금상민의 전 여자친구
- 송이우(윤아): 지완의 전처이자 이재 엄마, 이혼녀.
- 승유(유리)
- 신복숙: 유영 모 역 - 석의 전 장모, 헌의 외할머니, 단의 외증조할머니
- 김경민: 맹정욱 역
- 이자령: 구명주 역
- 한상조(태형)

### 미상
- 금인혁: 상구와 민희의 아들, 종화와 모란의 친손자, 단의 삼촌.
- 미술 작가(상민 친구)
- 홍도
- 산부인과 전문의
- 시끄럽게 노는 아이들
- 만수
- 경비실 소장
- 치매 걸린 부인
- 어린 손자
- 빚쟁이
- 한중원: 모란의 전남편이자 그루&다발의 친아버지. 솔의 외할아버지. 고인이 된 병현의 장인.
- 민병현: 모란과 중원의 전 사위이자 그루의 제부. 다발의 전남편이자 가은의 오빠. 솔의 아버지.
- 119 구급대원

### 특별 출연
- 정영숙: 종화 어머니 역 - 상백의 꿈에서 민아의 아이 출산날짜를 알려주려 등장한 친할머니(1회, 3회, 18회)
- 강지섭: 진혁 역 - 오민희 드라마 동료

## 시청률
최저 시청률과 최고 시청률은 시청률 조사회사와 지역별로 시청률에 차이가 있을 수 있습니다.
| 2021년  | 2021년   | 2021년         | 2021년         | 2021년       |
| 회차    | 방송일   | TNmS 시청률    | AGB 시청률     | AGB 시청률   |
| 회차    | 방송일   | 대한민국(전국) | 대한민국(전국) | 서울(수도권) |
| ------- | -------- | -------------- | -------------- | ------------ |
| 제1회   | 3월 29일 | 18.5%          | 18.4%          | 16.7%        |
| 제2회   | 3월 30일 | 16.8%          | 16.0%          | 14.6%        |
| 제3회   | 3월 31일 | 16.6%          | 17.5%          | 15.8%        |
| 제4회   | 4월 1일  | 18.5%          | 17.3%          | 15.6%        |
| 제5회   | 4월 2일  | 16.2%          | 16.3%          | 14.9%        |
| 제6회   | 4월 5일  | 18.0%          | 17.8%          | 15.6%        |
| 제7회   | 4월 6일  | 16.3%          | 16.1%          | 14.0%        |
| 제8회   | 4월 8일  | 16.0%          | 16.1%          | 14.5%        |
| 제9회   | 4월 9일  | 15.2%          | 15.4%          | 13.4%        |
| 제10회  | 4월 12일 | 17.8%          | 17.1%          | 14.8%        |
| 제11회  | 4월 13일 | 15.9%          | 15.1%          | 13.9%        |
| 제12회  | 4월 14일 | 15.3%          | 15.6%          | 14.0%        |
| 제13회  | 4월 15일 | 16.5%          | 15.9%          | 14.1%        |
| 제14회  | 4월 16일 | 14.7%          | 15.6%          | 14.0%        |
| 제15회  | 4월 19일 | 16.6%          | 17.1%          | 15.8%        |
| 제16회  | 4월 20일 | 15.1%          | 15.7%          | 13.6%        |
| 제17회  | 4월 21일 | 15.1%          | 15.9%          | 14.5%        |
| 제18회  | 4월 22일 | 15.4%          | 16.1%          | 14.6%        |
| 제19회  | 4월 23일 | 15.1%          | 16.1%          | 14.3%        |
| 제20회  | 4월 26일 | 17.3%          | 16.3%          | 14.9%        |
| 제21회  | 4월 27일 | 14.9%          | 15.5%          | 14.3%        |
| 제22회  | 4월 28일 | 14.1%          | 15.1%          | 13.2%        |
| 제23회  | 4월 29일 | 14.7%          | 16.2%          | 15.1%        |
| 제24회  | 4월 30일 | 14.6%          | 14.8%          | 13.7%        |
| 제25회  | 5월 3일  | 16.7%          | 16.5%          | 14.9%        |
| 제26회  | 5월 4일  | 15.0%          | 15.2%          | 13.5%        |
| 제27회  | 5월 5일  | 14.7%          | 14.5%          | 12.5%        |
| 제28회  | 5월 6일  | 15.7%          | 16.0%          | 14.8%        |
| 제29회  | 5월 7일  | 14.0%          | 15.2%          | 14.9%        |
| 제30회  | 5월 10일 | 15.2%          | 16.3%          | 14.8%        |
| 제31회  | 5월 11일 | 14.2%          | 14.8%          | 13.6%        |
| 제32회  | 5월 12일 | 14.7%          | 14.5%          | 13.1%        |
| 제33회  | 5월 13일 | 15.5%          | 17.2%          | 15.7%        |
| 제34회  | 5월 14일 | 14.9%          | 16.4%          | 14.8%        |
| 제35회  | 5월 17일 | 16.1%          | 17.1%          | 15.6%        |
| 제36회  | 5월 18일 | 14.5%          | 16.0%          | 14.9%        |
| 제37회  | 5월 19일 | 15.2%          | 16.6%          | 16.7%        |
| 제38회  | 5월 20일 | 17.1%          | 17.3%          | 15.3%        |
| 제39회  | 5월 21일 | 15.7%          | 15.6%          | 13.6%        |
| 제40회  | 5월 24일 | 16.4%          | 17.0%          | 15.7%        |
| 제41회  | 5월 25일 | 15.7%          | 16.4%          | 14.8%        |
| 제42회  | 5월 26일 | 15.2%          | 15.3%          | 14.1%        |
| 제43회  | 5월 27일 | 15.3%          | 15.2%          | 14.2%        |
| 제44회  | 5월 28일 | 14.6%          | 15.9%          | 14.7%        |
| 제45회  | 5월 31일 | 15.9%          | 16.3%          | 14.4%        |
| 제46회  | 6월 1일  | 14.9%          | 15.9%          | 13.8%        |
| 제47회  | 6월 2일  | 14.0%          | 15.7%          | 14.4%        |
| 제48회  | 6월 3일  | 15.8%          | 17.3%          | 15.5%        |
| 제49회  | 6월 4일  | 14.6%          | 15.6%          | 14.4%        |
| 제50회  | 6월 7일  | 15.8%          | 16.4%          | 14.6%        |
| 제51회  | 6월 8일  | 15.0%          | 15.6%          | 14.0%        |
| 제52회  | 6월 9일  | 14.1%          | 15.7%          | 14.0%        |
| 제53회  | 6월 10일 | 15.9%          | 18.2%          | 16.1%        |
| 제54회  | 6월 11일 | 15.9%          | 16.0%          | 13.5%        |
| 제55회  | 6월 14일 | 15.5%          | 17.1%          | 15.4%        |
| 제56회  | 6월 15일 | 14.7%          | 17.2%          | 15.6%        |
| 제57회  | 6월 16일 | 14.9%          | 16.0%          | 13.7%        |
| 제58회  | 6월 17일 | 16.2%          | 17.4%          | 15.2%        |
| 제59회  | 6월 18일 | 14.8%          | 16.2%          | 14.7%        |
| 제60회  | 6월 21일 | 15.4%          | 17.2%          | 15.3%        |
| 제61회  | 6월 22일 | 14.9%          | 15.8%          | 13.7%        |
| 제62회  | 6월 23일 | 14.8%          | 16.9%          | 15.1%        |
| 제63회  | 6월 24일 | 15.5%          | 17.8%          | 15.8%        |
| 제64회  | 6월 25일 | 14.2%          | 15.8%          | 14.2%        |
| 제65회  | 6월 28일 | 15.3%          | 16.8%          | 14.7%        |
| 제66회  | 6월 29일 | 14.0%          | 15.9%          | 14.2%        |
| 제67회  | 6월 30일 | 15.0%          | 16.5%          | 15.3%        |
| 제68회  | 7월 1일  | 15.1%          | 16.1%          | 14.0%        |
| 제69회  | 7월 2일  | 13.8%          | 15.5%          | 13.8%        |
| 제70회  | 7월 5일  | 15.8%          | 17.3%          | 15.5%        |
| 제71회  | 7월 6일  | 14.7%          | 16.1%          | 14.3%        |
| 제72회  | 7월 7일  | 15.4%          | 15.4%          | 13.7%        |
| 제73회  | 7월 8일  | 16.7%          | 15.9%          | 14.2%        |
| 제74회  | 7월 9일  | 14.3%          | 11.9%          | 10.6%        |
| 제75회  | 7월 12일 | 16.8%          | 18.0%          | 16.6%        |
| 제76회  | 7월 13일 | 13.1%          | 14.3%          | 13.4%        |
| 제77회  | 7월 14일 | 15.3%          | 16.5%          | 15.0%        |
| 제78회  | 7월 15일 | 16.6%          | 17.0%          | 15.2%        |
| 제79회  | 7월 16일 | 15.0%          | 15.2%          | 13.8%        |
| 제80회  | 8월 5일  | 9.1%           | 10.2%          | 9.3%         |
| 제81회  | 8월 6일  | 9.7%           | 10.0%          | 9.4%         |
| 제82회  | 8월 9일  | -              | 16.2%          | 14.9%        |
| 제83회  | 8월 10일 | -              | 16.0%          | 14.7%        |
| 제84회  | 8월 11일 | -              | 15.7%          | 14.5%        |
| 제85회  | 8월 12일 | -              | 16.8%          | 15.4%        |
| 제86회  | 8월 13일 | 14.3%          | 15.4%          | 14.8%        |
| 제87회  | 8월 16일 | 15.3%          | 17.1%          | 16.0%        |
| 제88회  | 8월 17일 | 14.9%          | 16.3%          | 15.2%        |
| 제89회  | 8월 18일 | 14.4%          | 16.0%          | 15.0%        |
| 제90회  | 8월 19일 | 16.0%          | 16.8%          | 15.4%        |
| 제91회  | 8월 20일 | 14.7%          | 16.3%          | 15.0%        |
| 제92회  | 8월 23일 | 16.8%          | 17.6%          | 16.5%        |
| 제93회  | 8월 25일 | 14.3%          | 16.2%          | 14.7%        |
| 제94회  | 8월 26일 | 15.7%          | 17.2%          | 16.3%        |
| 제95회  | 8월 27일 | 14.6%          | 16.8%          | 15.6%        |
| 제96회  | 8월 30일 | 16.1%          | 17.5%          | 16.5%        |
| 제97회  | 8월 31일 | 14.4%          | 17.0%          | 15.2%        |
| 제98회  | 9월 1일  | 14.9%          | 17.5%          | 16.1%        |
| 제99회  | 9월 2일  | 14.8%          | 16.2%          | 14.5%        |
| 제100회 | 9월 3일  | 13.6%          | 15.5%          | 14.2%        |
| 제101회 | 9월 6일  | 14.7%          | 17.5%          | 15.9%        |
| 제102회 | 9월 7일  | 13.4%          | 15.5%          | 13.8%        |
| 제103회 | 9월 8일  | 14.4%          | 15.2%          | 13.4%        |
| 제104회 | 9월 9일  | 15.2%          | 16.4%          | 14.7%        |
| 제105회 | 9월 10일 | -              | 15.8%          | 14.1%        |
| 제106회 | 9월 13일 | 15.2%          | 16.4%          | 14.4%        |
| 제107회 | 9월 14일 | 13.9%          | 15.2%          | 13.9%        |
| 제108회 | 9월 15일 | 14.4%          | 16.0%          | 14.8%        |
| 제109회 | 9월 16일 | 15.3%          | 17.2%          | 15.6%        |
| 제110회 | 9월 17일 | 14.8%          | 15.7%          | 14.7%        |
| 제111회 | 9월 20일 | -              | 9.7%           | 9.2%         |
| 제112회 | 9월 21일 | 8.7%           | 9.3%           | 9.0%         |
| 제113회 | 9월 22일 | 14.4%          | 16.0%          | 14.1%        |
| 제114회 | 9월 23일 | 15.1%          | 17.8%          | 16.1%        |
| 제115회 | 9월 24일 | 14.4%          | 17.1%          | 16.1%        |
| 제116회 | 9월 27일 | 14.7%          | 17.5%          | 16.0%        |
| 제117회 | 9월 28일 | 14.7%          | 16.6%          | 14.7%        |
| 제118회 | 9월 29일 | 15.1%          | 16.8%          | 15.1%        |
| 제119회 | 9월 30일 | 15.0%          | 16.6%          | 14.8%        |
| 제120회 | 10월 1일 | 15.9%          | 16.7%          | 15.5%        |

## 결방 사유
- 2021년 4월 7일: 《내 삶을 바꾸는 선택 2021》 4.7 재보궐선거 개표방송 편성으로 인한 결방.
- 2021년 7월 19일~2021년 8월 4일: 코로나19 확산세 증가로 인하여, 《도쿄올림픽 가이드북》 대체편성 및 《2020 도쿄올림픽》 중계방송 편성으로 인한 결방.
- 2021년 8월 24일: 《2020 도쿄패럴림픽 개막식》 중계방송 편성으로 인한 결방.

## 수상 및 후보
| 연도 | 시상식       | 부문                       | 수상자 | 결과 |
| ---- | ------------ | -------------------------- | ------ | ---- |
| 2021 | KBS 연기대상 | 일일드라마부문 남자 우수상 | 류진   | 수상 |
| 2021 | KBS 연기대상 | 일일드라마부문 남자 우수상 | 최정우 | 후보 |
| 2021 | KBS 연기대상 | 일일드라마부문 여자 우수상 | 박준금 | 후보 |
| 2021 | KBS 연기대상 | 일일드라마부문 여자 우수상 | 박탐희 | 후보 |
| 2021 | KBS 연기대상 | 여자 조연상                | 함은정 | 수상 |
| 2021 | KBS 연기대상 | 남자 인기상                | 류진   | 후보 |
| 2021 | KBS 연기대상 | 여자 청소년 연기상         | 이고은 | 후보 |
| 2021 | KBS 연기대상 | 여자 인기상                | 박탐희 | 후보 |

## 참고 사항
- 김정규 PD와 최정우는 KBS 2TV 주말 드라마 《아이가 다섯》 이후 4년 7개월 만에 재회하였다.
- 김정규 PD와 류진은 KBS 2TV 월화 드라마 《국가가 부른다》 이후 10년 9개월 만에 재회하였다.
- 김정규 PD와 임형준, 주아름, 유태웅은 KBS 2TV 수목 드라마 《감격시대: 투신의 탄생》 이후 6년 11개월 만에 재회하였다.
- 최정우, 박준금은 KBS 2TV 주말 드라마 《같이 살래요》 이후 2년 6개월 만에 재회하였다.
- 최정우, 박준금, 류진은 MBC 일일 시트콤 《스탠바이》 이후 8년 5개월 만에 재회하였다.
- 최정우, 함은정은 MBC 일일 특별 기획 드라마 《별별 며느리》 이후 3년 4개월 만에 재회하였다.
- 최정우, 유태웅은 KBS 2TV 일일 드라마 《태양의 계절》 이후 1년 4개월 만에 재회하였다.
- 류진, 유태웅은 KBS 2TV 월화 드라마 《동안미녀》 이후 9년 8개월 만에 재회하였다.

## 같이 보기
- 대한민국의 텔레비전 드라마 목록 (ㅅ)
- 2021년 대한민국의 텔레비전 드라마 목록